# Slit-scan
Ne doit pas être confondu avec Slitscan.

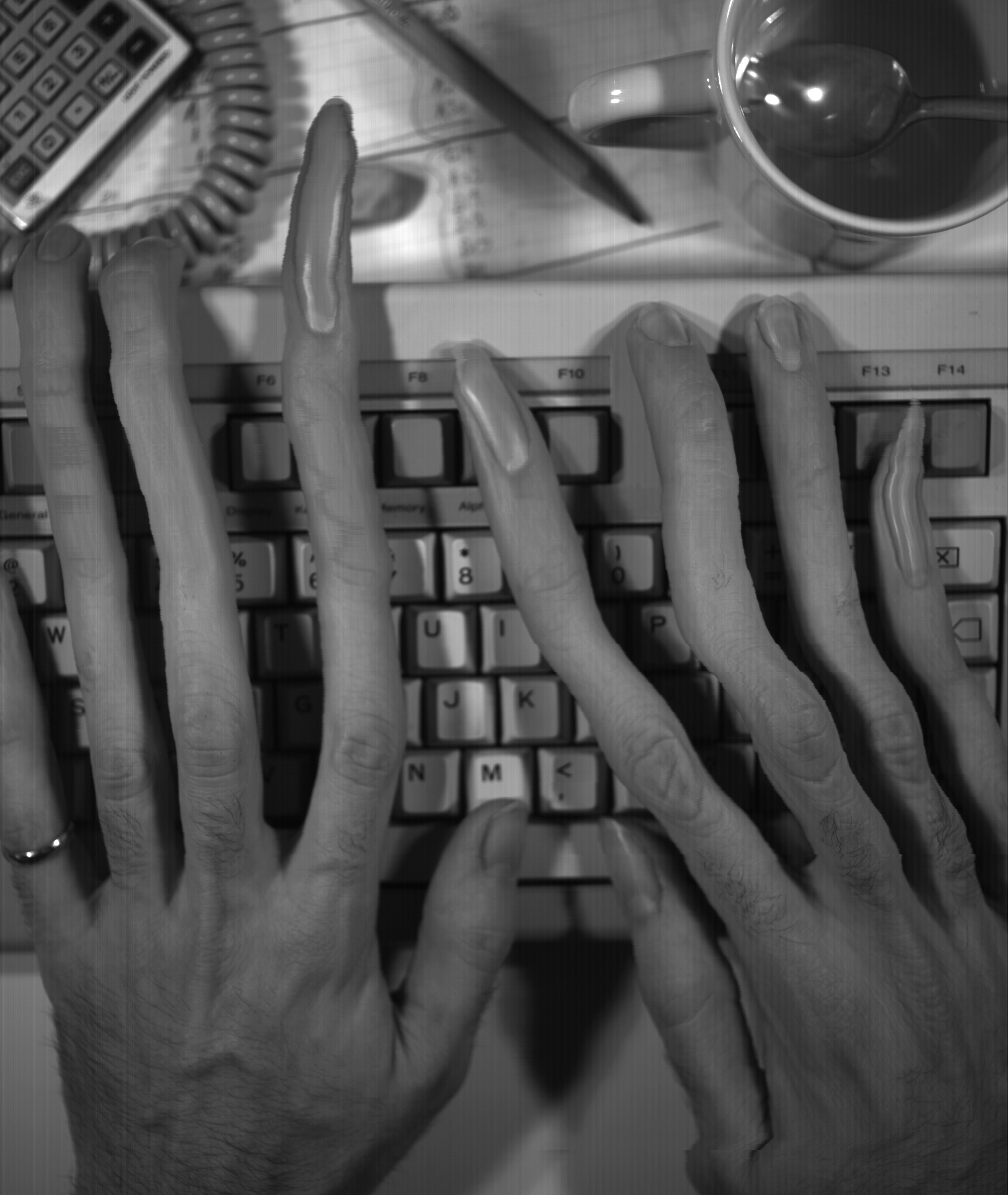
Déformation obtenue par du slit-scan.

Le slit-scan est un procédé photographique et cinématographique, dans lequel on intercale un masque mobile (où une fente a été découpée) entre la caméra (ou l'appareil photo) et le sujet à photographier.

## Utilisation cinématographique
Utilisé classiquement dans la photographie statique, pour obtenir des flous et des déformations, le slit-scan a été perfectionné pour entrer dans la création d'animations spectaculaires. Il permet d'obtenir un flux multicolore de type psychédélique, qui entraîne le spectateur dans un dédale lumineux changeant. 
À l'heure du numérique, ce genre d'effet est couramment réalisé par animation informatique. Le slit-scan est en revanche un procédé mécanique, adapté pour le cinéma par Douglas Trumbull pour la dernière séquence « Jupiter et au-delà de l'infini » du film 2001, l'Odyssée de l'espace par Stanley Kubrick. Il nécessite une machine imposante, capable de déplacer la caméra et le support. Ce type d'effet a été repris dans d'autres productions, tant au cinéma qu'à la télévision.

## Description
Il s'agit d'une animation créée image par image. Son principe repose sur le mouvement relatif de la caméra par rapport à une source lumineuse, associé à un temps d'exposition long. Tout le monde a déjà vu des photographies prises de nuit, où les phares des voitures s'étirent en longues raies lumineuses. Le procédé du Slit-scan est similaire : 
1. Un motif coloré abstrait est peint sur un support transparent ;
2. Il est déposé sur la vitre d'une table lumineuse et recouvert d'un masque opaque, où seules une ou plusieurs fentes ont été découpées ;
3. La caméra (placée en hauteur sur une rampe verticale et décentrée par rapport aux fentes lumineuses), photographie une seule image tout en descendant ;
4. Résultat : en début de course, quand elle est éloignée, la caméra enregistre une image assez précise de la fente lumineuse. Progressivement, cette image s'agrandit et se décale, jusqu'à disparaître du champ. On obtient ainsi une traîne lumineuse qui rejoint les bords de l'écran ;
5. On répète ces étapes pour chaque image en décalant légèrement le masque, ce qui introduit à la fois une variation des couleurs et de la position de la traîne pour générer l'animation.

Comme on peut s'en rendre compte, cet effet est très coûteux en temps de réalisation. Une séquence de 10 secondes nécessitera au minimum 240 manipulations.